# Пјетра де Ђорђи
Пјетра де Ђорђи (итал. Pietra de' Giorgi) је насеље у Италији у округу Павија, региону Ломбардија.
Према процени из 2011. у насељу је живело 292 становника. Насеље се налази на надморској висини од 310 м.

## Становништво
Према резултатима пописа становништва 2011. у општини је живело 915 становника.
| 1931. | 1936. | 1951. | 1961. | 1971. | 1981. | 1991. | 2001. | 2011. |
| ----- | ----- | ----- | ----- | ----- | ----- | ----- | ----- | ----- |
| 2.128 | 2.042 | 1.816 | 1.489 | 1.214 | 1.005 | 921   | 875   | 915   |